# フィリピンの漫画
本項ではフィリピンの漫画（フィリピンのまんが）について述べる。フィリピンで漫画は英語から借用した「コミック」で呼ばれるが、現地語の正書法にしたがって「komiks」と表記する。コミックは1920年代から現在に至るまでフィリピンで読まれており、アジア漫画の研究者ジョン・A・レントは、フィリピン・コミックがアジアの中で日本と香港に次いで優れた才能と多様な題材の歴史を持つだろうと書いている。
フィリピン・コミックは20世紀前半に米国コミックの影響を受けて始まった。広く読まれるようになったのは第二次世界大戦後のことである。伝統的なコミックはコミックブック形式の出版スタイルや作風の上で欧米の影響が強くみられるが、子どもだけでなく大人が読むメロドラマという独自の性格も備えていた。絵柄の面では太い描線で描かれた装飾的でバロックな感覚が特徴だとされている。国民的な娯楽としての人気は1980年代にピークを迎えた。映画の原作となることも多く、政府広報や選挙キャンペーンの手段としても使われた。しかし20世紀末にはテレビやインターネットのような別の娯楽に押されて一般の関心が低下し、全国的に流通する定期刊行のコミックブックは姿を消した。2000年代以降には自己出版や小規模な独立系出版社がコミック出版の中心となり、コミックコンベンションを通じたファンコミュニティが隆盛した。ウェブコミックで作品を発表することも一般的になっている。

## 歴史

### 発祥: 19世紀-第二次世界大戦まで

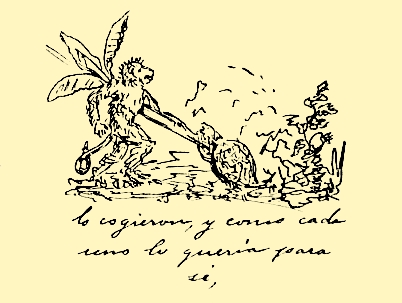
ホセ・リサールが民話『サルとカメの人生（Ang Pagong at ang Matsing or Si Pagong at si Matsing）』に描いた挿絵の一枚。

フィリピン固有の漫画の起源は独立活動家ホセ・リサールにまでさかのぼるという説がある。リサールは私的に絵物語を数多く制作しており、フィリピン民話『サルとカメの人生』をスペイン語に翻訳して挿絵を付けた1885年の作品はよく知られている。言葉と絵の組み合わせ方はいろいろで、後世のコミックに近いものもあった。
多くの国々と同様、商業的な漫画は風刺雑誌の一コマ政治漫画から始まった。スペイン総督領時代には Te con Leche や El tio verdades などの雑誌が、米西戦争（1898年）と米比戦争（1899-1902年）を経てアメリカ植民地時代になると Lipang Kalabaw や『フィリピン・フリープレス』などが漫画によって宗主国や現地政府を激しく批判した。初期の政治漫画の中でフィリピン国家が擬人化されるときは、アメリカの代理アンクル・サムに言い寄られる初心な乙女 Filipinas として描かれるのが常だった。しかし『ジ・インディペンデント』誌でジョルジ・ピネダがフアン・デラクルスというスリッパ履きの庶民男性を登場させるとそちらがフィリピンのシンボルとして一般化した。この時期にはフェルナンド・アモルソロやボトン・フランシスコのような画家が漫画を手掛けていた。
フィリピン初の文芸雑誌である週刊誌『リワイワイ』は1929年に初めてコミックストリップ（一般紙誌に掲載される複数コマからなる漫画）を掲載した。出版者ラモン・ローセスの下で弱冠18歳のトニー・ベラスケスが描いた Mga Kabalbalan ni Kenkoy は米国かぶれのフィリピン人男性ケンコイを主人公とする作品で、4コマから始まってすぐにカラー1ページに拡大され、同誌の他言語版に進出して人気を博した。ケンコイの名は「面白い人」という意味でフィリピノ語の語彙に定着し、ケンコイ本人も21世紀までコミックや映像作品に顔を出し続けることになる。ベラスケスはその後出版者として多くの作家に発表の場を与えたこともあって「フィリピン・コミックの父」と呼ばれている。
1930年代に登場した作品はほぼ例外なく米国のコミックストリップを手本にしていた。ホセ・サバラ＝サントスはポパイ風の作品『ルーカス・マラカス』や『ポポイ』で人気を集めた。フランシスコ・レイエスの『クラフ』はスペイン到来以前の時代にルソン島のジャングルで活躍するターザン風の男性が主人公だった。『クラフ』はフィリピンで最初の冒険もので、自国の神話や伝説、英雄譚を題材にした作品の先駆けでもある。西洋化の圧力にさらされているフィリピンにおいて、それらの疑似歴史的な冒険ものは人気を集め続けた。
太平洋戦争の間、マニラは1942年1月から日本軍の支配下に置かれた。日本の従軍宣撫班は現地新聞の発行を禁止する一方、ローセス一族が所有していた『リワイワイ』誌や「トリビューン」紙を民心安定のためのプロパガンダに利用した。トニー・ベラスケスの「ケンコイ」は戦争中も描き続けることを許可された。「トリビューン」紙には米国からの輸入作品に代わって日本人島田啓三による The Boy ‘Pilipino’（→ピリピノ坊や）や、ベラスケスによる The Kalibapi Family（→カリバピ一家）などが掲載された。いずれも内容は検閲されており、日本語教育やラジオ体操のような同化事業、あるいは物資欠乏を補う工夫が題材にされた。

### 黄金期: 1940-1950年代
第二次世界大戦後のフィリピン産コミックは一般紙誌に掲載されるコミックストリップから米国風のコミック誌に中心を移した。大戦中アメリカ兵は駐屯地にコミックブック（中綴じ32ページの定期刊行物）を持ち込んでおり、フィリピンの出版社はその形態を真似た36ページから45ページのコミック誌を刊行し始めた。ただし米国とは異なり、内容は単一の作品ではなくアンソロジー形式が一般的だった。その先駆けは1946年にベラスケスの主導で発刊された週刊誌『ハラックハック・コミックス』である。同誌は短命に終わったが、翌年にラモン・ローセスがベラスケスを編集長に据えてコミック出版専門のエース・パブリケーションズを設立し、『ピリピノ・コミックス』を皮切りに『タガログ・クラシックス』など5誌を発行した。発行部数は1万部から始まり最大で10万部を超えた。それらはいずれも隔週刊だったが、フィリピン・コミックの標準は時代と共に週刊へ、さらに週2回刊へと移り変わっていくことになる。1950年ごろからほかの出版者がコミック出版に参入し始め、一般誌も漫画の増刊号を出すようになり、米国コミックの翻訳誌も登場した。それらの多くが浮き沈みの激しい出版界から消えていくのをよそに、ローセスとその一族は後年までコミック界を牛耳る存在であり続けた。
フィリピン・コミックは1950年代に黄金期を迎え、路上のニューススタンドや雑貨屋（サリサリストア）で売られる安価なコミックブックが文芸週刊誌に替わって一般大衆の生活の一部となった。制作者が重なっていたこともあり、教訓的なメロドラマというフィリピン大衆小説の性格はコミックに受け継がれた。スーパーマーケットや書店で売られる『スーパーマン』、『アーチー』、『MAD』のような米国タイトルが中流階級以上に読まれていたのに対し、国産コミックは間違いなく庶民のものだった。作者の大半も知識層の出身ではなかった。コミックは基本的に現実を忘れるための娯楽であったが、1980年代にかけてストーリーが洗練され様々なジャンルが成立していくにつれて神話、伝説、長編・短編小説といった文学の役割を置き換えていくことになる。
- バリウアッグ（英語版）の路上ニューススタンド（2022年）。
- バンタヤン島のサリサリストア（2012年）。

コミックは当初から保守層や宗教界によって内容が低俗だという批判を受けていた。1954年に米国コミック界で「コミック倫理規定」が制定された翌年、エース社の主導で「フィリピンコミック出版社・編集者協会 (APEPCOM)」が結成され、カトリック教会との共同のもと、行き過ぎたセックス・ホラー・ギャング行為のような道徳を損なう堕落を作品から排除する自主規制コードが制定された。フィリピンのコミックは21世紀まで他愛無いユーモアや政治風刺の枠内にとどまり、攻撃的で下品な笑いを避けていくことになる。
この時期、フィリピンのコミック史で重要な役割を果たす作家の多くが表舞台に登場した。第二次世界大戦のゲリラ戦士だったフランシスコ・V・コチンはダイナミックかつ繊細な作画によってフィリピン・コミックの画風を確立し、「フィリピン・コミックの長老」と呼ばれた。没後にはフィリピン国民芸術家賞を授与されている。ラリー・アルカラはフィリピンの日常をセリフのない群像として描いた一コマ漫画『スライス・オブ・ライフ』などを56年にわたって描き続け、やはり国民芸術家の称号を与えられている。マルス・ラベロはフィリピンの国民的スーパーヒーローであるダルナを作り出した。ほかにもラベロが生み出したカプテン・バルベルやラスティックマン、人魚ジェセベル、ユーモア漫画のボンジンなどは21世紀にリメイクされて新世代の読者を獲得している。ほかにはアルフレド・アルカラ、クロデュアルド・デル・ムンド、ネストル・レドンド、アレックス・ニーニョ、パブロ・S・ゴメス、ジェシー・サントスらの名が挙げられる。

### 米国への作家流出、戒厳令: 1960-1970年代
1963年に印刷業者のストライキによってエース社が倒産すると、同社に寄稿していた作家が次々に出版社を興し始めた。ベラスケスはローセスの後援の下でGASI (Graphic Arts Services Incorporated) の経営者となった。パブロ・ゴメスは1964年にPSGパブリッシングを、マルス・ラベロは1970年にRARパブリッシング・ハウスを設立し、それぞれ複数の週刊タイトルを発刊した。ほかにも多くの出版社がコミック出版に参入したが、フィリピン経済の低迷もあって経営は安定しないことが多かった。ラリー・アルカラはこの時期について、出版タイトルの増加とともに作品の質が落ち、黄金期が終わりを迎えたと回想している
1960年代に登場したフィリピン独自のジャンルに「ボンバ」と「開発コミック（→developmental komiks）」がある。泡沫出版社から刊行されるボンバ誌はポルノ・コミックやヌード写真、ときに政治的メッセージを収録した刊行物で、宗教界やフェミニスト団体から批判を受けつつも人気を保ったが、1972年からの戒厳令期間に取り締まりが強化されてなりを潜めた。官民の機関が発行する開発コミックは家族計画についての意識向上を訴える内容で、人口抑制政策の中で一定の効果があったと評価されている。コミックは政府広報の手段として重視されており、1980年代後半のコラソン・アキノ大統領時代にもラブロマンスの体裁で共産ゲリラに投降を促す内容のコミックが全国に配布されている。

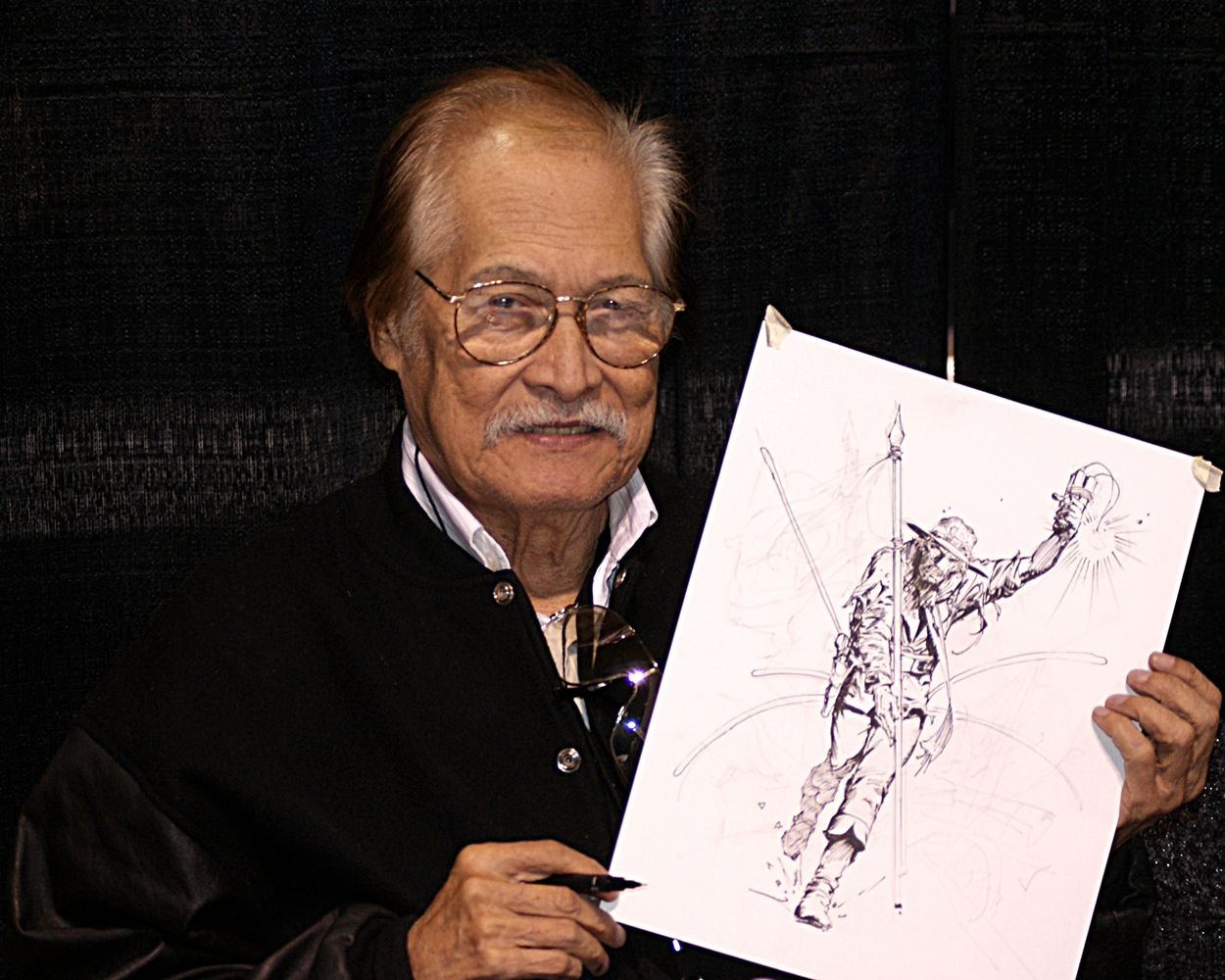
トニー・デズニガは多産な作画家として米コミック界で名を残した（写真は2011年）。

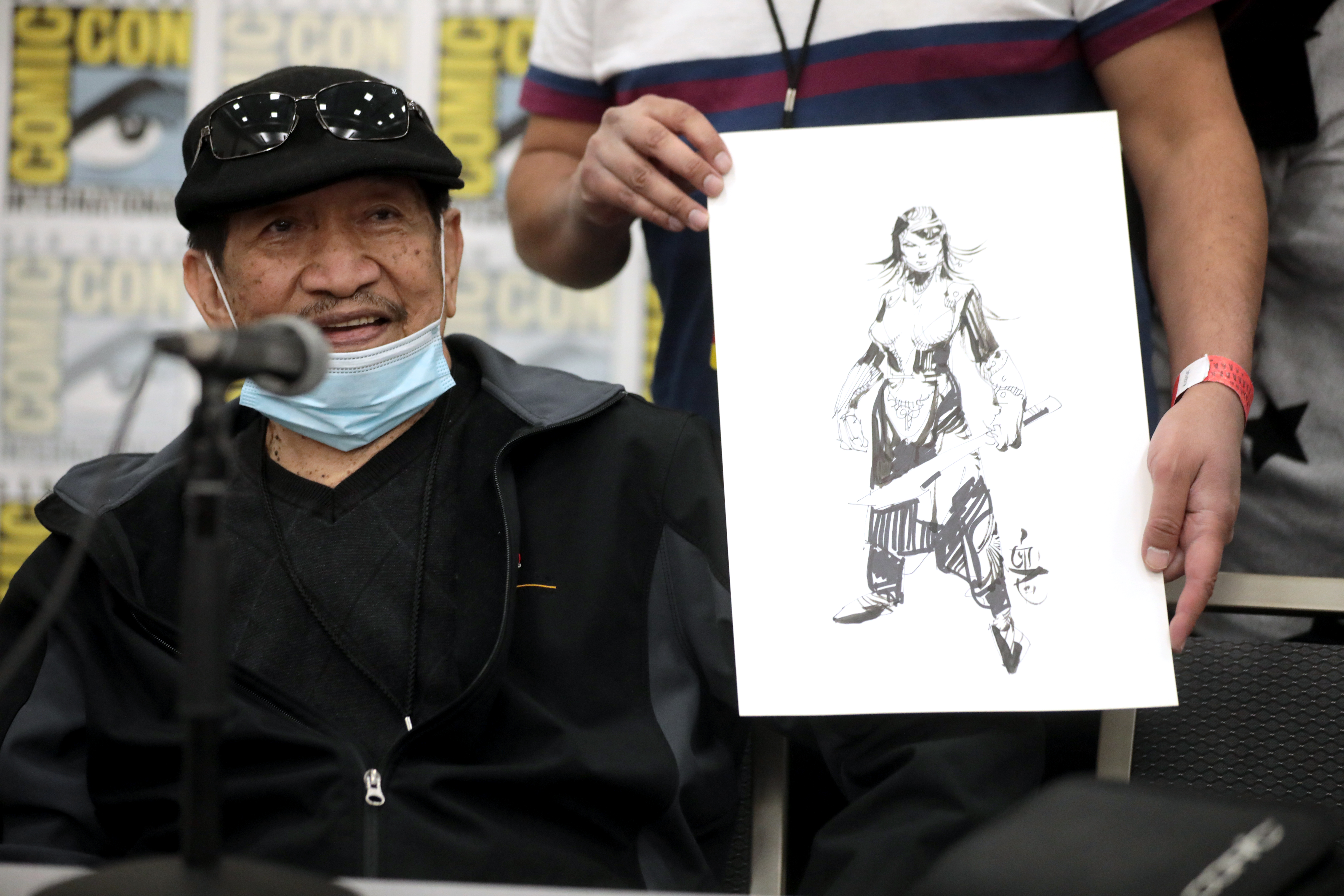
1970年代から米国で活躍し、2022年にアイズナー賞殿堂入りしたアレックス・ニーニョ（写真は2021年）。ニーニョは2023年に新人原作者と Alandal を共作し、フィリピン図書賞を受賞した。

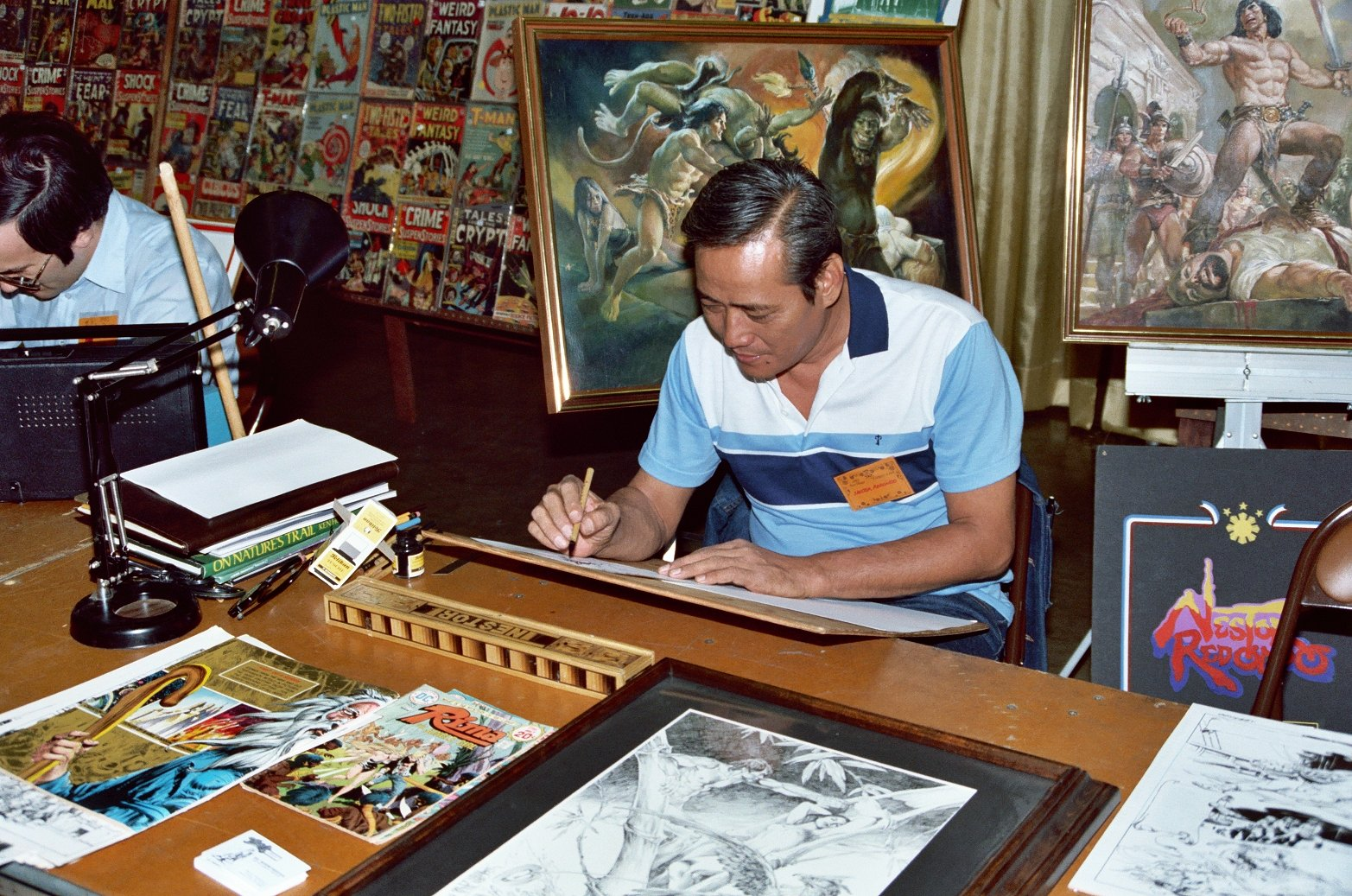
ネストル・レドンド（1982年サンディエゴ・コミコンにて）。

1970年代にはフィリピン人作画家の米国進出が始まった。嚆矢となったのはニューヨーク在住のフィリピン人トニー・デズニガである。デズニガは1970年にDCコミックス（当時の社名はナショナル・コミックス）の編集者ジョー・オーランドによって起用され、西部劇ヒーローのジョナ・ヘックスを作り出したほか、ロマンス・ホラー・戦記物のタイトルや『蛮人コナン』を手掛けて米国コミックに名を残した。1971年、手ごろな報酬で雇える新しい才能を必要としていたDC発行者カーマイン・インファンティーノは、デズニガの勧めでフィリピンを訪問して作画家のスカウトを行った。ネストル・レドンドとアルフレド・アルカラを始めとして延べ数十人のフィリピン人がデズニガの後を追うこととなり、米比のコミック界に一つの人口移動が生じた。フィリピン人たちは画力と筆の速さ、レパートリーの広さで抜きんでており米国で一大勢力を築いた。その後1980年代に入ると読者の嗜好が変わり、多くはコミック界の第一線から離れてアニメーションなど別の業界に移っていった。
1972年にフェルディナンド・マルコス政権によって戒厳令が敷かれると、出版社はいずれも体制護持の姿勢を取ることを余儀なくされた。マルコス政権はコミックの世論への影響力を重視しており、政策PRに利用するためコミック誌を発行する一方、メディア諮問会議によってガイドラインを設けて作品内容を規制した。コミック界はそれに従い、貧困や社会不安を描く作品は誌面から消えた。フィリピンはそれまで東南アジア諸国の中では例外的に自由な政治風刺の風土を持っていたのだが、政府に批判的な政治漫画家は排斥され始めた。マルコスの影響下にある新聞雑誌には政治の要素のないユーモア漫画（ファニーズ）が載せられ、この時期特にそのジャンルが隆盛することになった。ブラックリストに載せられた一人ノノイ・マルセロは国営のメディア機関の一員となることで検閲を逃れ、ネズミのイカボッドを主人公とする漫画に密かに政治風刺を込めた。マルコスは1986年に失脚したが、その後はメディア・コングロマリットがビジネスに不都合な作品を排除するようになり、風刺漫画に以前ほどの活気は戻らなかった。
1970年代のコミック界は、報酬水準の高い米国コミックに人材を奪われたことや、政権とカトリック教会による「有害」コミック批判によって打撃を受けたのに加えて、国内経済の不況にも見舞われた。弱小出版社が淘汰されていく一方、ラモン・ローセスが所有するGASIやアトラス社は成長を続けた。GASIの発行部数と収益は1975年から1978年までの間に4倍に増加した。

### フィリピン・コミックの「死」: 1980-1990年代
フィリピン・コミックは1980年代に最盛期を迎えた。80年代半ばには週刊コミックブックが47誌刊行されており、全体で250万部から300万部が発行されていた。回し読みの習慣があるため読者数はその数倍に上り、これは新聞などすべての出版形態の中で最大の数字だった。廉価なコミック誌を早いペースで大量に刊行する出版モデルはローセス一族が築いたもので、追随できる競合相手は少なかった。ローセスはまた全国的な配本ネットワークを傘下に置いており、自社タイトルを優先的に流通させることができた。1992年時点で市場にあった71誌のうち62誌がローセスの所有だった。しかし寡占は作品内容の保守化を招いた。新しいアイディアは排斥され、古い作品の焼き直しが繰り返された。クリエイターが限界まで制作スピードを上げたため作品の質も低下することになった。原作者カルロ・カパラスは週刊ベースの作品（標準4ページ）を36本抱えていた時期があったという。ペン入れをアシスタントに任せることで週に19本描いていた作画家もいた。
1990年代に入ると経済・政治の混迷や自然災害によって家計が圧迫され、コミックの売上が大きく低下した。またこのころテレビやパソコンの普及が進み、コミックはビデオゲームやインターネット、あるいは海外コミックのような新しい娯楽との競争を強いられることになった。優れた作家が他業種や海外に流れていたことや、印刷・製本技術が旧来のままだったことも悪材料となった。

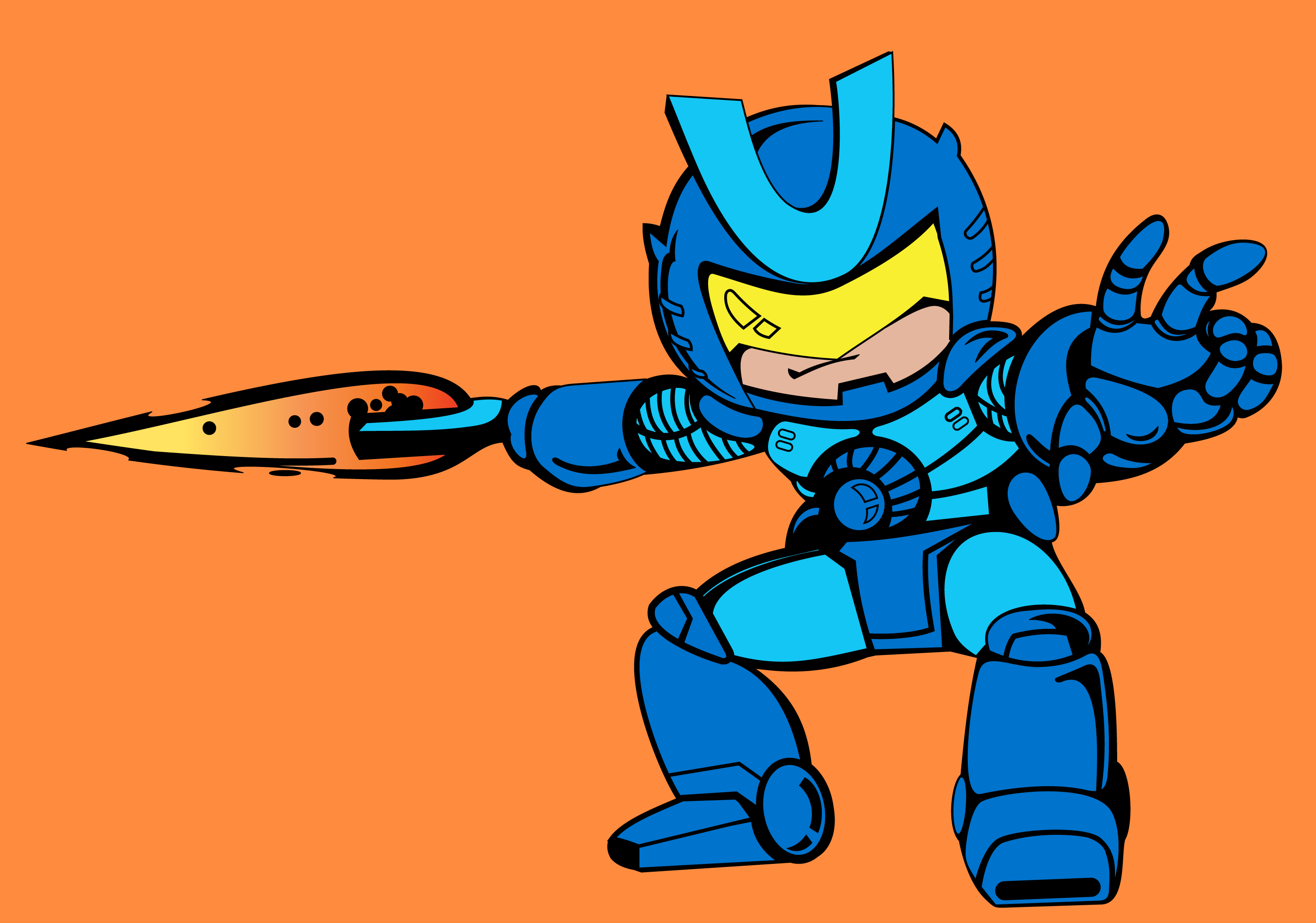
テレビゲーム『ロックマン』の人気にあやかった市場縮小期のヒット作『コンバトロン』。

コミック出版社は市場の衰退に抗い、子供向けの作品に日本のアニメやテレビゲームの要素を取り入れたり、成人向けのユーモアに力を入れたりといった策を講じたが、いずれも一時的な効果しか上げなかった。世界的に見てもまれな長寿タイトルがこの時期いくつも廃刊になった。1950年前後にトニー・ベラスケスが創刊した『ピリピノ・コミックス』など4誌の発行部数を合わせると累計で11500号を数えていた。コミック界の盟主だったラモン・ローセスが1993年に死去すると、残されたグループ企業は消滅ないしコミック出版から撤退した。
フィリピン・コミックはこのころ「死を迎えた」と見なす論者が多い。ある批評家は1990年代後半にローセス一族によるコミック市場の独占が崩れると、すべてが道連れになったと書いた。実際にコミック出版が完全に途絶えることはなかったが、ローセスの流通網が消失したことで産業規模は縮小し、出版形態も変わらざるを得なくなった。新聞連載作品『プガッド・バボイ』を単行本化したポール・メディナのように自費出版に乗り出す作家も多くなった。

### 新潮流と復興: 1990-2000年代

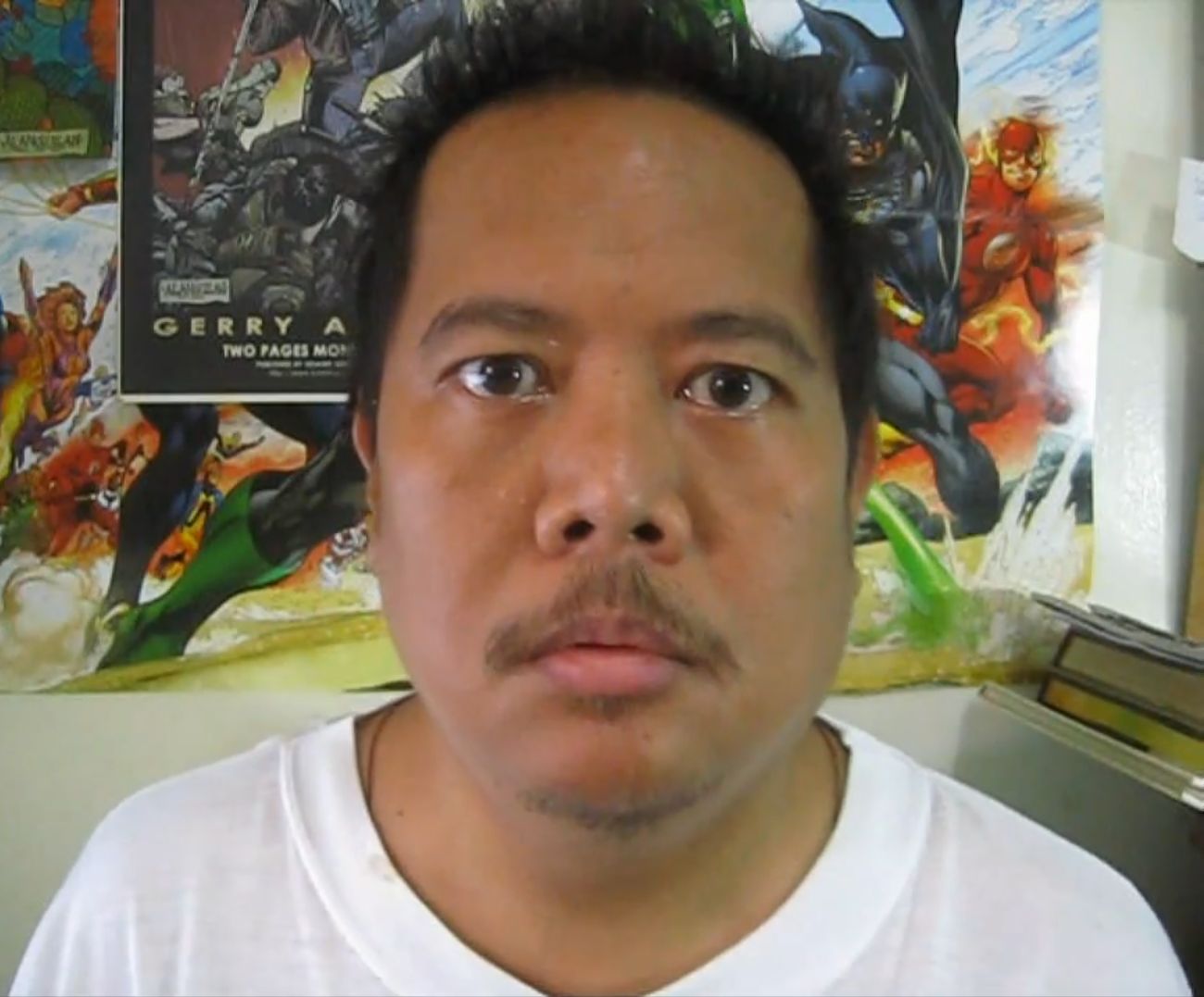
1968年生まれのジェリー・アランギランはフィリピン・コミック復興の先導者となった。

1990年代になると少部数のコピー本で作品を発表する作家が現れ始め、それが新しい潮流となった。ジャンルとしては米国流のスーパーヒーローが主体で、大学祭のような場所で販売されていた。それらのインディー作家が交流する小規模のコンベンションとして1994年に始まったアラマット・コミックスは、やがてジェリー・アランギランの『ウェイステッド』などを本格的に出版するようになる。そのほかマンゴー・コミックスなどが設立され、コミック出版社の世代交代が進んだ。

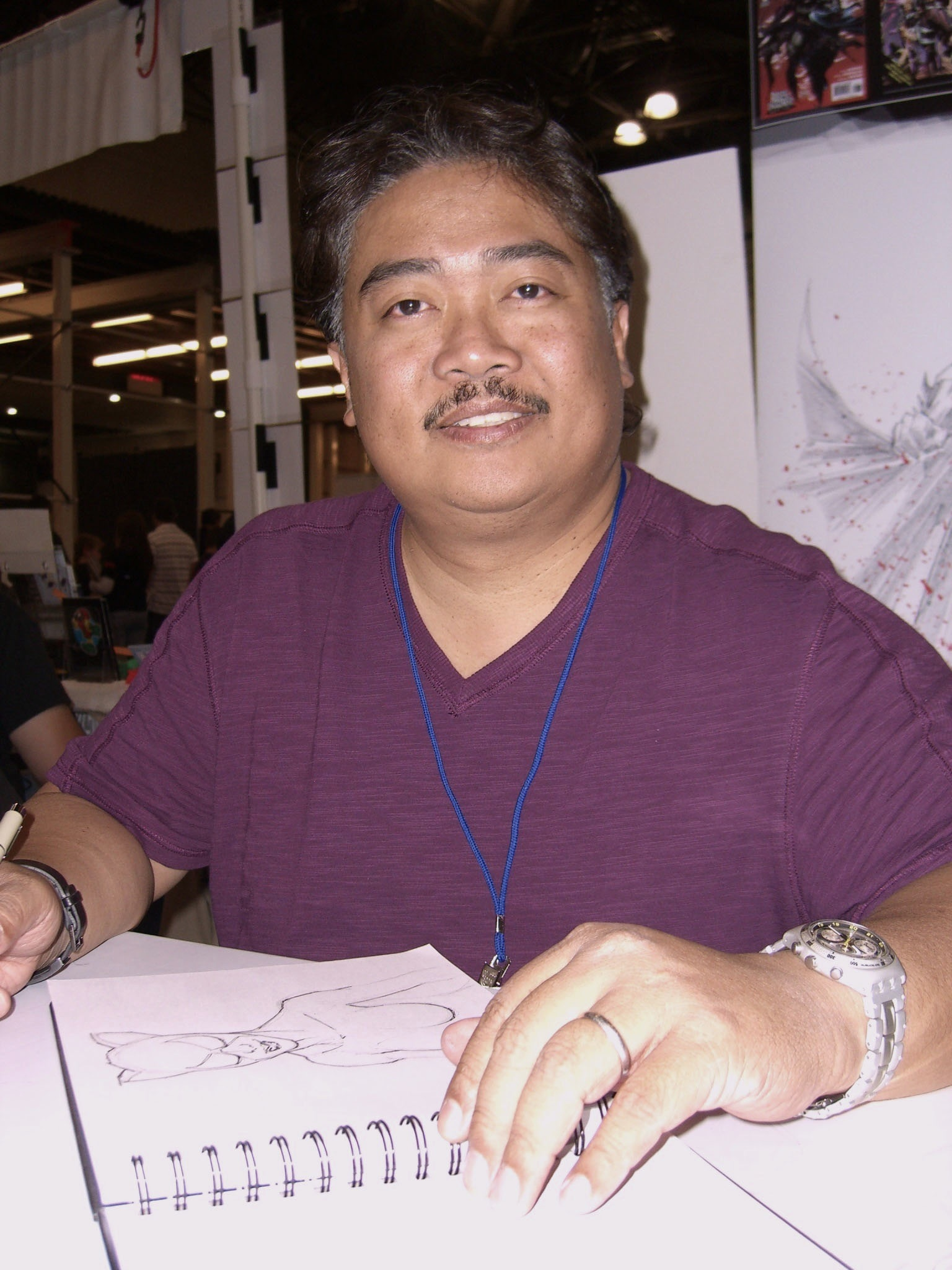
1992年に米国でイメージ・コミックスを設立したクリエイターの一人ウィルス・ポータシオ。

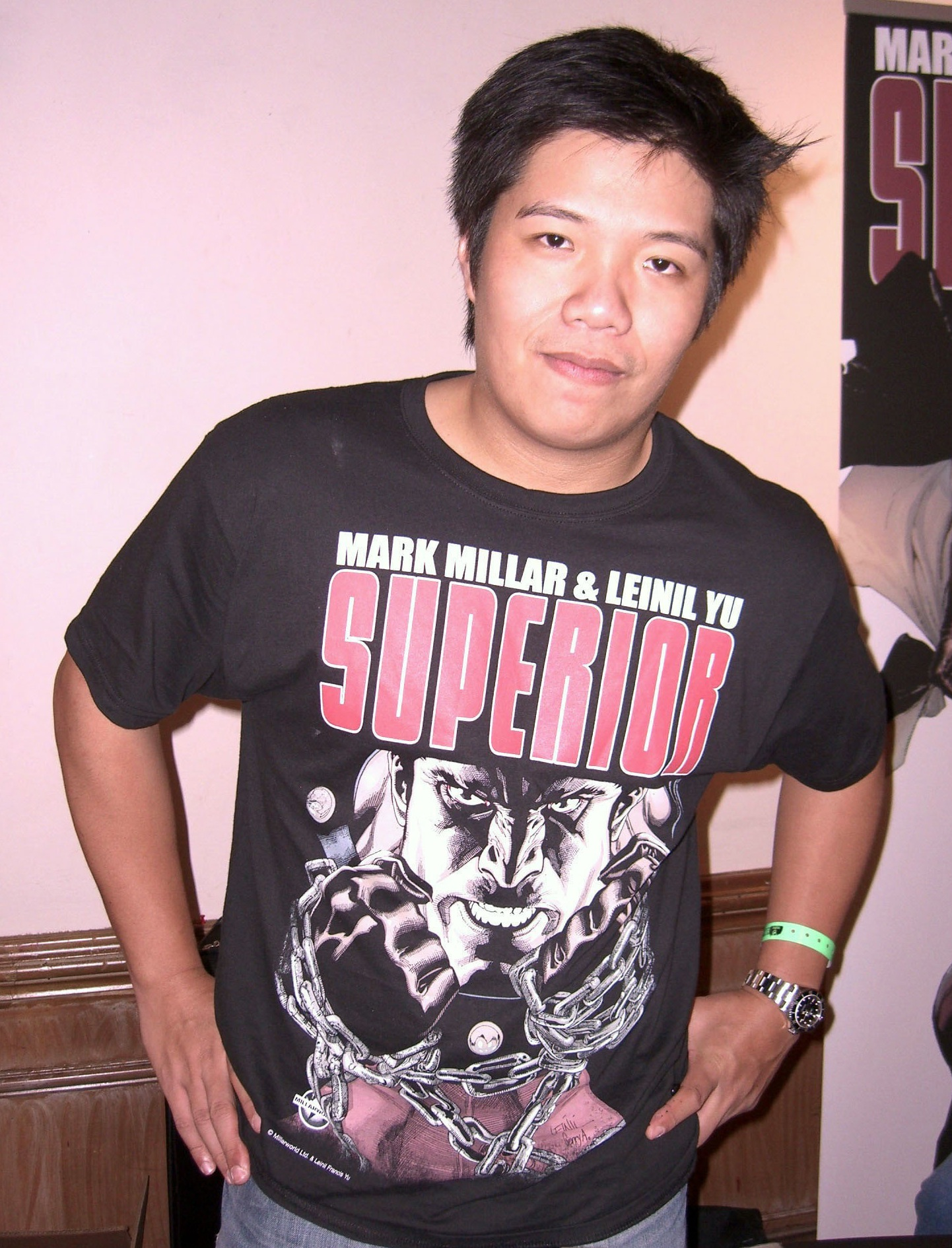
1998年にポータシオの推薦で人気タイトル『ウルヴァリン』に抜擢されたレイニル・フランシス・ユー。

米国コミック界で成功をおさめたフィリピン系移民ウィルス・ポータシオに触発されて米国を目指した若い作家は多かった。ポータシオは1990年代前半に頻繁に祖国を訪れ、アラマットのグループなど地元作家と交流して助言を与えていた。ポータシオがマニラに設立したスタジオからは、アランギランやレイニル・フランシス・ユーのように米国マーベル・コミックスで活躍する作家が輩出されている。
2000年代以降にはコミック作家の活動が多様化し、コミック外の出版社やフィリピン国外から仕事を請け負ったり、自ら出版を行うのが一般的になった。自己出版は多様な作品が描かれる土壌となった。アランギランは2000年代後半にニワトリを主人公とする社会派ドラマ『エルマー』を自ら出版し、米国の主要な賞であるアイズナー賞にノミネートされた。
グラフィックノベル（一般書籍と同じ判型の完結作品）は旧来の週刊コミックブックに代わる有力な形式となった。アラマットの一員ブジェッテ・タンの『トレセ』、アーノルド・アーレの『ミソロジー・クラス』や『トリップ・トゥ・タガイタイ』、カルロ・ベルガラの『ワン・ナイト・イン・パーガトリ』などの作品がコミック出版社ではない一般の出版社から書籍化されている。クィアなスーパーヒーローを扱ったベルガラの「シャシャ・ザトゥーナ」（初刊2002年）は映画化・ミュージカル舞台化されるヒットとなった。
日本の漫画やアニメに影響を受けたコミック作品が台頭したのも1990年代である。フィリピンでは1970年代に中流階級の中でテレビの普及が進み、『ボルテスV』や『G-Force（ガッチャマン）』などの日本アニメが入ってきた。しかしマルコス政権が放映を規制したためアニメブームは失速した（規制の理由は諸説ある）。政変後の1980年代後半にアニメは復活し、『ドラゴンボールZ』『セーラームーンS』なども放映された。しかし一般に浸透したのは1990年代後半のことである。人気コメディ番組『バブル・ガング』で『ボルテスV』のテーマソングが取り上げられたのをきっかけに、軍政の記憶と結びついた懐古的な同作のブームが起き、一部のマニア以外もアニメを視聴するようになった。
日本のサブカルチャーは従来のコミック読者よりも若い世代を捉えた。2000年には『カルチャー・クラッシュ』誌で質の高い日本漫画風の作品が発表され始めた。同誌は資金難で長続きしなかったが人気は高く、2007年には同じ版元による『マンガホリックス』が刊行され、『クエスター』やノーチラス・コミックスのような追随者も現れた。スーパーヒーロー・コミック出版社マンゴー・コミックスは日本の少女漫画に影響を受けた『マンゴー・ジャム』を発刊した。伝統ある児童誌『ファニー・コミックス』なども絵柄を日本風に移行させた。これら、フィリピン人作家による「ピノイ・マンガ」はコミック界のトレンドの一つとなり、comics, komiks, and manga（米国流、フィリピン流、日本流の作品）が並び立った。
日本政府は漫画を有力な文化輸出品とみなしてアジア諸国で普及活動を行っており、フィリピンも例外ではない。日本漫画の受容が賛否両論を伴っていることもまた他国と同様で、アランギランは国内の職業的なマンガ作家が日本の文化的なアイデンティティと結びついたスタイルを模倣して「フィリピン産」と呼んでいると批判した。
新しい動きの一方で伝統的なフィリピン・コミックを再生させる取り組みも行われている。マンゴー・コミックスは2003年ごろに古いスーパーヒーローのダルナ、ラスティックマン、カプテン・バルベルを復活させた。マンゴーはニューススタンドではなくコミック専門店を販路として高所得層に向けたマーケティングを行っていたが、2007年には映画監督で原作者のカルロ・カパラスを前面に押し立てて多くの大衆向け週刊コミックブックを創刊した（数カ月で撤退）。カパラスはフィリピン・コミックの振興を目指してコミック新人賞の設立や作家養成キャラバンといった活動を行ったり、国家文化芸術委員会の助成を受けて全国コミック会議を立ち上げ、コミックの認知を高めた。

### 現代: 2010年代以降

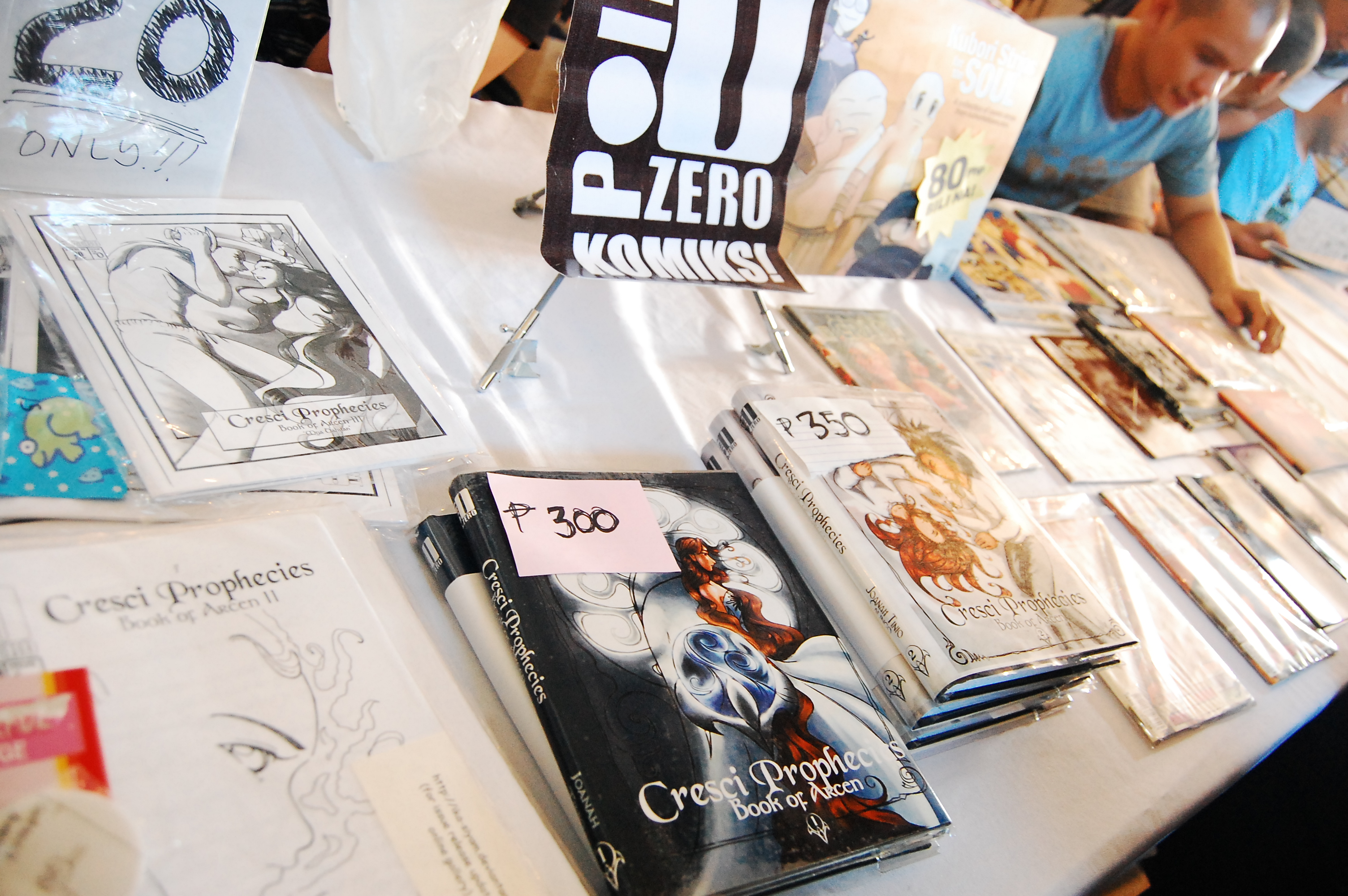
コンベンションでフィリピン人作家の作品が売られている。

2010年代のコミックは内容や発表形式の多様化が進んでいる。2005年のKomikon発足以来、コミックやアニメ、ゲームのようなサブカルチャーのファンによるコンベンションがフィリピン各地で定期的に開催されるようになり、インディー作家にとって貴重な作品発表の場となった。ウェブ上のファン活動も盛んである。IT技術は国外から影響を受け入れるのを容易にするとともに新しい発表の場も作り出した。アマチュアがウェブコミックを発表するフィリピン発のプラットフォームはいくつかあり、韓国のウェブトゥーンで頭角を現す作家も出てきた。ポール・メディナのようにオンラインでの作品発表と収益化を試みているベテラン作家もいる。2021年にブジェッテ・タンの『トレセ』がアニメ化されてNetflixでウェブ配信された（日本語版タイトル『異界探偵トレセ』）ことは国際的な関心を呼んだ。
コミック文化の変容は女性作家の躍進につながった。従来のコミック界ではベテラン作画家が新人と徒弟制に近い関係を結んでおり、その中に女性が受け入れられることはまずなかった。時代が下って欧米の作品や日本の『美少女戦士セーラームーン』やCLAMP作品の影響を受けて育った世代が第一線になると、女性作家による自主制作コミックは珍しくなくなった。2020年代のコミック界も男性が多数を占めているが、Komiketのようなコンベンションは女性の創作活動を奨励している。
コミックは一つの芸術様式として認められつつあり、ラベロやコチンら初期の作家の回顧展が頻繁に行われている。2010年にはグラフィックノベルのアーカイブ事業に関する法案が提出された。大学のカリキュラムにコミック創作が取り入れられ始め、大学生の団体からコミック作家が輩出されている。発行部数では過去に及ばないものの、コミック文化は活況を呈していると言える。

## 出版形式
伝統的なフィリピン・コミックの形式は1990年代までに固まっていた。米ドルにして17-20セントで売られるカラー32-48ページの週刊コミックブックには、読み切り短編（ワカサン）と連載作品（ノベラ）が数編ずつ、1編あたり4ページで掲載されるのが標準で、ほかにクロスワードパズル、短編ギャグ、文章記事（有名人のゴシップ、伝記、生活の知恵など）、文通欄、広告が載せられた。1970年代には各誌の看板となる大長編（スーパーノベラ）が人気を集めた。中でも『アリワン』誌の『アナク・ニ・ズーマ』は突出した人気を誇り10年以上にわたって継続した。作品の題名は親しみやすいシンプルなもので、日常的な事物をそのまま題名にしたり、主人公の名（フィリピンで一般的な「特徴+ファーストネーム」の呼び方）を用いたり、あるいは有名人や著名なキャラクターの名をもじったものが典型だった。
コミックブックはニューススタンドなどを通じて販売され、盛んに回し読みされた。路上に貸本屋が存在したほか、家庭内や隣人間での貸し借りにより、1冊が6人から10人によって読まれたと見積もられている。読者層の中心は低所得の女性で、成人の読者が多い点は米国とは異なる特徴だった。
ほとんどのコミックブックはタガログ語で発行されており、タガログ語をベースにした公用語フィリピノ語を全国に広める役目も果たしていた。日本からフィリピンへの買春ツアーが盛んだった1980年ごろには、日本人を主人公にした作品がフィリピン人作家によって描かれて日本語で出版される例もあった。
ニューススタンド売りの安価なコミックブックは1990年代に衰退し、その後は内容や製本を現代化した形で大学生や都市部の富裕層を対象に出版されている。かつてと異なり、読者は男性が主体である。ローセス一族による独占が終わった後は独立系の小出版社が乱立している。それらの出版者はマスコミやアカデミアに本業を持つのが一般的で、創作者を兼ねていることも多い。ファンとの距離も近く、コミック界全体がニッチなコミュニティを形成している。フィリピンの総合書店は海外の書籍を主力としており、国産のコミックブックは営業や配本の上で不利な条件を背負っている。そのため独立系出版社はコミックコンベンションを重要な販路と見なしている。
一般書籍と同じ判型のグラフィックノベル（主に欧米作品や英語版の日本作品）は総合書店で広く売られている。ヨーロッパの「グラフィックアルバム」を源流として米国で生まれた比較的新しい出版形式で、内容はアンソロジー、連載作品の再録、書き下ろしなど多様である。
日本漫画に影響を受けたピノイ・マンガはカラーで印刷されるのがほとんどで、広いテーマを扱っており、特に8歳から25歳の女性に人気である。中高生向けの出版物はそれまであまり一般的ではなかったため、マンガ出版社はその年代をターゲットにしている。

## 作品の特徴

### 画風

フィリピン・コミックの源流の一人、フランクリン・ブースの作品（1914年）。

伝統的なフィリピン・コミックは米国のコミックだけでなく、チャールズ・ダナ・ギブソンのようなペン画の雑誌イラストレーションを源流としていた。マルス・ラベロが生み出した国民的キャラクターのダルナはペルー出身のイラストレーターアルベルト・バルガスの影響を受けている。古いコミックの復刊や普及活動を行っている漫画家ジェリー・アランギランはフィリピンの作画家がフランクリン・ブース、J・C・ライエンデッカー、ノーマン・ロックウェル、フランク・フラゼッタのような米国イラストレーターから多大な影響を受けていると語っている。それらの作画家の多くは精緻な描きこみを特徴としていた。アランギランはフィリピンの画風を古典的でロマン主義的、芳醇で優美な筆遣いの描線と言っている。

### ジャンル
フィリピン・コミックは1930年代に「ケンコイ」などのユーモア漫画として始まり、続いて「クラフ」のような歴史的な英雄譚が人気を集めた。1940年代から1950年代にかけて大衆小説の伝統に連なるメロドラマが台頭し、その後のフィリピン・コミックの流れを決定づけた。代表的なマルス・ラベロの『ロベルタ』は継母にいじめられる少女の物語だった。1980年代になるとセックスや暴力、階級格差を背景にしたメロドラマが好まれるようになった。男性優位のコミック界だがこのジャンルは例外で、20年間で350編以上の短編コミックと120本の連載を手掛けたエレナ・パトロンを始め、ネリッサ・カブラルやギルダ・オルビダッドなどの女性原作者が活躍した。
ほかに人気が高かったのはアクションやファンタジーのジャンルである。50年代にラベロは人間に恋する人魚ジェセベルや少女スーパーヒーローのダルナを作り出した。不幸な主人公が魔法の品（タイプライター、ボールペン、箕など）を手に入れるタイプの作品は一般的に見られた。フリーク・キャラクターも多く、半人半獣の子供やしゃべるイルカ、蛇やネズミを双子の兄弟として持つ女性、三つ頭の少女、切り落とされた右手と左手がそれぞれ目を持って動き回る「ザ・ハンズ」などがある。着想元となる神話はフィリピンやローマ、ギリシアのものが区別なく混ぜこぜにされていた。このジャンルは1970年代にパブロ・ゴメスやカルロ・カパラスによって全盛期を迎え、1980年には全コミック誌の70%がファンタジー作品だった。
フィリピンではラブロマンスの人気が高く、ファンタジー作品でもたいてい恋愛の要素が含まれていた。1990年代には恋愛ものが主流になり、1992年の調査では人気雑誌の掲載作の半数を超えた。コミック編集者エマニュエル・マルティネスはフィリピン人が基本的に恋愛体質で、感情豊かで、家族志向であり恋愛ものを好むと言っている。マルティネスによると読者が求めるのはハッピーエンドの明るい作品である。心根の良い娼婦、家族のために自分の幸せを犠牲にする娘、恋人に騙される女性といった主人公が悪人に打ち勝って幸せになる勧善懲悪のストーリーが数多く描かれていた。コミック研究者ソレダッド・レイエスによると「大きく育ちすぎた赤ん坊、指しゃぶりを止められない男女、… なよなよした男」が愛の力によって一夜にして男らしい男、女らしい女に変わるストーリーがよく見られたという。
主流のジャンル以外にも多彩な作品があり、ニュースや政治、農業、伝記、歴史のような題材を扱ったものや、フィリピン人が世界チャンピオンとして活躍するスポーツ漫画、平凡な人物のドラマや読者投稿の体験談などが挙げられる。宇宙の冒険、臓器移植、クローン、試験管ベビーのような題材を扱うSF風味の作品もあった。『ジョーズ』や『タワーリング・インフェルノ』、ジェームズ・ボンドのようなヒット映画からの剽窃も多かった。

### 性・ジェンダー表現
カトリック教徒が人口の大勢を占めるフィリピンではポルノグラフィーは法律で禁じられており、同性愛も同様に不品行と見なされる傾向がある。そのためメジャーなメディアで同性愛が肯定的に描かれることはほとんどない。カルロ・ベルガラによる2003年の「シャシャ・ザトゥーナ」は女性スーパーヒーローに変身するゲイ男性が主人公の作品で、コミックのLGBTQIA+表現における転機となった。同作は一般社会やアカデミアから注目を受け、その後は同性愛者作家による自伝的なコミックも描かれるようになっている。また日本のボーイズラブの影響を受けたファンカルチャーも存在しているが、一般社会に受け入れられているとは言えない。

### 現地化
米国や日本の影響を受けている作品にもフィリピンの言語、地理や文化が取り入れられることが多い。米国のスーパーヒーローが超人的な力を生まれつき持っていたり、科学や鍛錬を通じて身に着ける設定が多いのに対し、伝統的フィリピンヒーローの力は信仰に基づくもので、ダルナやパンデイなどは心の美しさを認められて魔法の品を獲得する。アーノルド・アーレによる1999年の『ミソロジー・クラス』はフィリピンの神話を大きく扱い、米国ヒーローコミックの影響が強かったファンタジーのジャンルに新風を吹き込んだ。2020年ごろの商業作品は伝承上の妖精・魔物が登場するノワールやミステリ、国産スーパーヒーローが主流となっている。

## メディア展開
伝統的なコミックは映画界との関係が深かった。「木靴履きの」フィリピン庶民の関心や願望に応えるコミック作品は大衆向け映画の原作としてうってつけであり、1986年に大手スタジオが公開した作品の3-4割がコミックを元にしていた。メロドラマ、ロマンチック・コメディ、冒険もののジャンルが中心だった。映画監督リノ・ブロッカは、コミック読者の動員が見込める原作付映画で資金を確保して、アート志向の作品と交互に制作していたと語っている。完結作品を映画化するだけでなく、映画製作者が原案を提供してコミック誌で連載し、実際の役者に似たキャラクターを登場させて、物語のクライマックスに合わせて映画を公開するといった例も見られた。

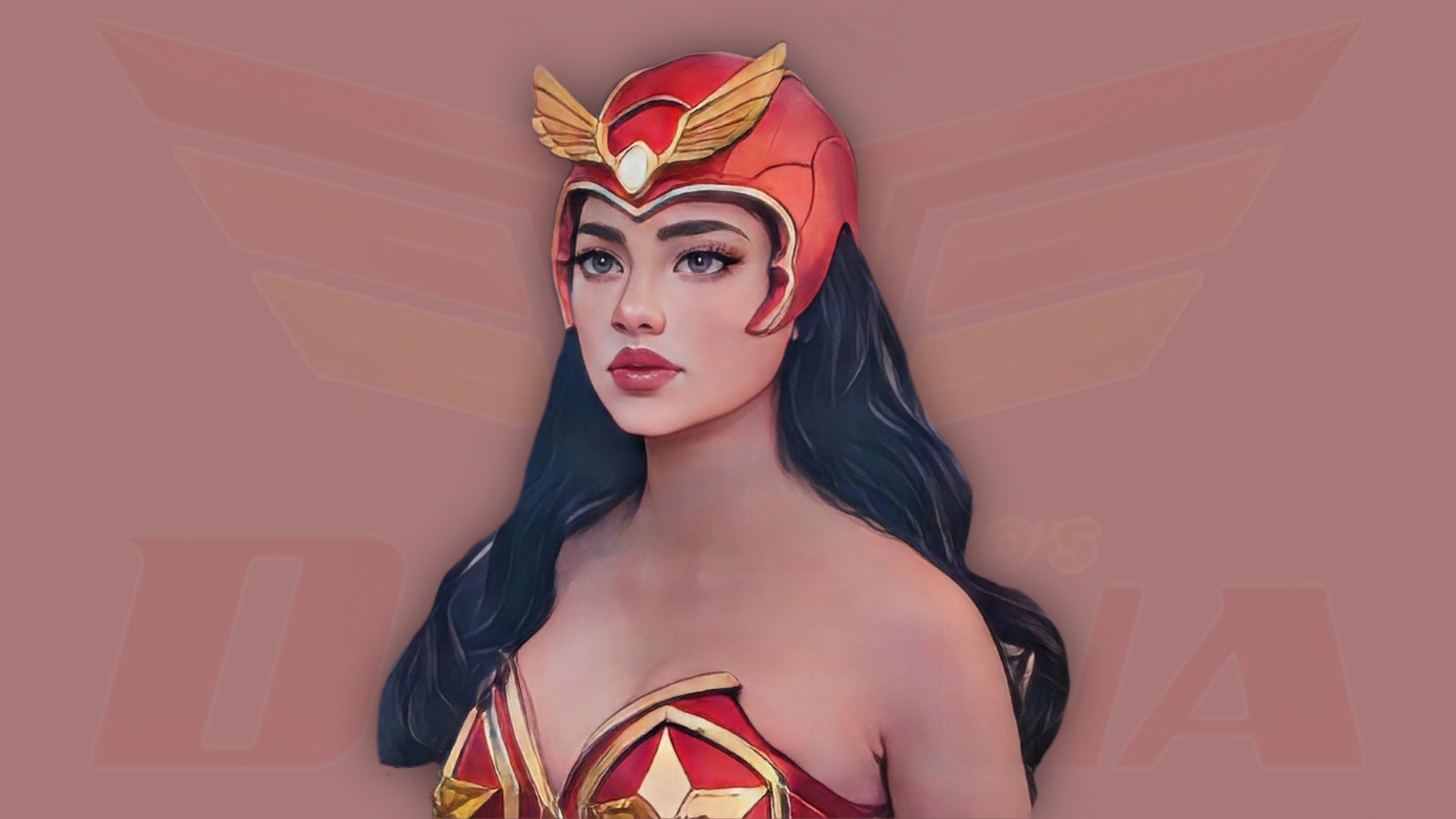
ジェーン・デレオンが演じた2022年のテレビドラマ版ダルナ。フィリピンの田舎に住む少女が変身するスーパーヒーローである。

21世紀にも旧作や最新作の映像化が行われている。2000年代にテレビドラマ化された古典にはマルス・ラベロの『ダルナ』（2005年）、カルロ・カパラスの Bakekang（2006年）、フランシスコ・V・コチンの『ペドロ・ペンドゥコ』（2006年）、パブロ・ゴメスの Kampanerang Kuba（2005年）がある。ダルナは2016年時点で主演映画が13作、テレビドラマが3シリーズ、テレビアニメが1シリーズ制作されており、バレエ公演にもなっている。より近年のコミック作品の映像化には Mulawin（2004年）、Encantadia（2005年）、Atlantika（2006年）が挙げられる。
フィリピン郵政公社から2004年にフィリピンのコミックを題材にした切手のシリーズが発行されている。取り上げられた作品には、ギルバート・モンサントによる『マンゴー・コミックス・ダルナ』第3号、ネストル・レドンドによるダルナ、フランシスコ・レイエスによるクラフ、フランシスコ・コチンによるラプ＝ラプなどがある。

## フィリピン図書賞
国家書籍開発委員会が認定するフィリピン図書賞は1999年以来グラフィック・リテラチャー部門でコミックやグラフィックノベルを表彰している。以下は2024年までに図書賞を受賞したコミック作家と対象作品の一覧である（アンソロジーへの授賞は除く）。
アーノルド・アーレ

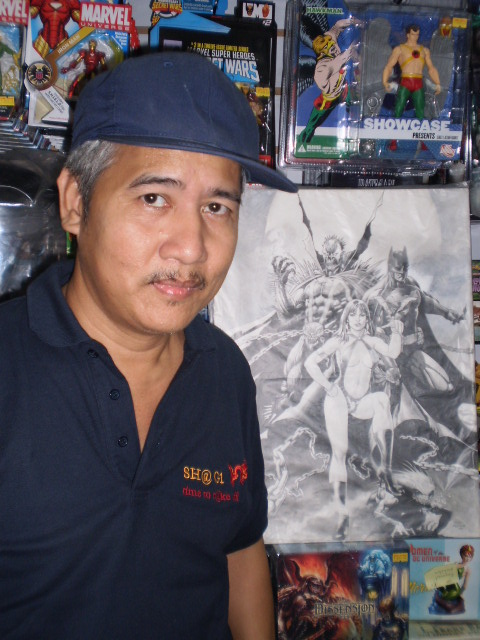
ラン・メディナ（写真）は米国作品『フェーブルズ』に参加して2003年にアイズナー賞を受けている。

民俗学の学生たちが妖精や悪鬼と対決する『ミソロジー・クラス』（1999年）、近未来のフィリピンを描く抒情SF『トリップ・トゥ・タガイタイ』(2000年） 。
カルロ・ベルガラ
ゲイ男性が美しい女性ヒーローに変身する「シャシャ・ザトゥーナ」シリーズ（2002年、2013年）。
ザック・ヨンゾン、ラン・メディナ
60年の歴史を持つ「ダルナ」のリブート Mars Ravelo's Darna（2003年）。
フランシス・アルファール、ヴィンセント・シンブラン
フィリピン現代史の点描『シグロ: フリーダム』（2004年）、『シグロ: パッション』（2005年）。
バジェッテ・タン、カジョ・バルディッシモ
主人公が異界と現世の狭間で超常的事件を解決していく「トレセ」シリーズ（2010年、2012年、2013年）。
バジェッテ・タン、ボウ・ゲレロ、J・B・タピア
主人公が一族とデーモンの闘いに巻き込まれる『ザ・ダーク・コロニー』（2014年）。
ボルグ・シナバン
フィリピン民話に登場するピランドック（マメジカの一種）が主人公の『ピランドコミックス』（2004年）。
メルヴィン・マロンソ
キリスト教伝来時代を舞台に、土着文化の食人鬼に生まれ変わった主人公のアイデンティティを扱う『タビ・ポ』（2014年）。
ジェリー・アランギラン、アーノルド・アーレ
世界一優秀な頭脳を持つ女の子が恋と軍事危機に立ち向かう Rodski Patotski（2014年）。
マニックス・アブレラ
フィリピン土着の精霊が主人公の哲学的なギャグ『14'』（2015年）、メディア業界を舞台にしたコメディ『ニュース・ハードコア!』（2016年）、人生の不条理をギャグにした3コマ漫画シリーズ『キコマシン・コミックス』（2020年）。
ロブ・チャム
暗闇の中の宝探しをセリフなしで色彩鮮やかに描く『ライト』（2016年）。
アンドリュー・ドリロン
複数の物語を股にかけたメタフィクショナルな冒険『カレカレ・コミックス』（2016年）。
ボング・レディラ
架空の街を舞台にしたノスタルジックなファンタジー Meläg（2017年）。
エミリアナ・カンピラン
フィリピン神話の国生みと人間たちの恋愛ドラマを並行して描く『デッド・バラグタス』（2018年）。
ケヴィン・エリック・レイマンド
コロナ禍における生活の記録 Tarantadong Kalbo（2022年）。
フィリップ・イグナシオ、アレックス・ニーニョ
18世紀のフィリピンを舞台にした冒険活劇 Alandal（2023年）。
R・H・キランタン
Ang Mga Alitaptap ng Pulang Buhangin（2023年）。
マイク・アルカザレン、A・J・ベルナルド他
死者による復讐譚『デス・ビー・ダムド』（2024年）。
ラッセル・L・モリナ、エース・C・エンリケス
日本占領期を舞台に、怪物マナナンガルを主人公にした『ジョセフィーナ』（2024年）。